# Themarohystrix flaviceps
Themarohystrix flaviceps är en tvåvingeart som beskrevs av Malloch 1939. Themarohystrix flaviceps ingår i släktet Themarohystrix och familjen borrflugor. Inga underarter finns listade i Catalogue of Life.